# KFN TV
KFN TV는 대한민국 국방부가 관할하는 텔레비전 채널이다. 군인과 군사 정보에 관한 매체물을 방영하고 있으며, 새벽 2시부터 다음날 오전 6시까지는 KBS나 EBS의 프로그램을 방송한다.
2019년 3월 18일 국방홍보원 측이 국회 국방위원회 소속 김중로 바른미래당 의원실에 제출한 자료에 따르면, 직원 편성은 공무원 62명 비정규직 스태프 105명 등 167명이 근무 중이고, 유튜브 채널 등을 통해 SNS 콘텐츠를 제작하는 미디어전략실에 18명의 비정규직 스태프가 근무하고 있다.

## 프로그램
- KFN 뉴스
- 위문열차
- 리얼병영 톡! 행군기
- 예비역 공감토크 명받았습니다
- 취업견문록 JOB(잡)아라
- 토크멘터리 전쟁사
- 뮤직타임 락드림 시즌2
- 선진강군 24시
- 정훈비타민
- TV강연쇼 명강특강
- 첨단국가의 초석 방위산업
- 주간클릭! 북한은 지금
- 국방포커스
- 국방매거진
- KFN 스페셜
- 본게임
- 디펜스 프라임
- 역전다방
- 강군365
- 요즘군대
- 전군노래자랑
- 그날 군대 이야기
- KFN 중계석

## 로고송
- 열린 국방 밝은 병영 KFN 국군방송~[1] 2005년 ~ 2007년
- 기쁨이 한가득~ 사랑을 나눠요~ KFN 국군방송~ 2005년 ~ 2006년
- 국민과 함께~ 국군방송~ KFN~ 2008년 ~ 2011년
- KFN 국군방송~ (라디오에서 사용) 2006년 ~ 2012년
- 국민과 함께~ 국군과 함께~ 희망과 함께하는 KFN 국군방송~ 2008년 ~ 2009년

## 출연한 사람
- 더블비 장명준 - 훈련병의 품격 22부

## 같이 보기
- 국방홍보원
- KFN 라디오